# Ylvesbøl
Ylvesbøl (dansk) eller Uelvesbüll (tysk) er en landsby og kommune i det nordlige Tyskland under Kreis Nordfriesland i delstaten Slesvig-Holsten. Byen ligger cirka 10 kilometer sydvest for Husum på halvøen Ejdersted.
Kommunen samarbejder på administrativt plan med andre kommuner i Nordsø-Trene kommunefællesskab (Amt Nordsee-Treene).
I den danske tid hørte landsbyen under Ylvesbøl Sogn (Heverskab).
Ved Ylvesbøl findes fire kolker eller høller, som er opstået efter digebrud i 1500-tallet. Søerne blev senere ikke opfyldt og findes op til i dag som små digesøer.